# Perissomastix madagascarica
Perissomastix madagascarica är en fjärilsart som beskrevs av László Anthony Gozmány. Perissomastix madagascarica ingår i släktet Perissomastix och familjen äkta malar. Inga underarter finns listade i Catalogue of Life.